# Якимчук Микола Фомович
Мико́ла Фомович Якимчу́к (Колтонюк), (Псевдо «Василь», «Данило», «Микола Колтонюк», «Олег», «Щупак»; 23 лютого 1914, с. Рижанівка (тепер Звенигородський район, Черкаська область) — 29 липня 1947, с. Борохів, Ківерцівський район, Волинська область) — 1-й командир Воєнної Округи УПА «Турів», керівник організаційно-мобілізаційного відділу КВШ «УПА-Північ», організаційний референт проводу ПЗУЗ, керівник зв'язку проводу ПЗУЗ (1944—1946). Хорунжий УПА від 17 липня 1944 року. Лицар Срібного Хреста Заслуги.

## Життєпис
Народився 23 лютого 1914 у містечку Рижанівка (тепер село в Звенигородському районі, Черкаської області) в багатодітній родині Фоми Колтонюка. У 1919 році сім'я переїхала до села Піддубці, Луцького повіту. Проживаючи в селі, використовував обидва прізвища Колтонюк та Якимчук.
У 1924 році закінчив 4 класи місцевої школи, член Пласту, активістом організації «Відродження». Закінчив Луцьку українську гімназію, а згодом Львівську політехніку.
Восени 1933 р. арештований польською поліцією за підозрою у приналежності до ОУН, однак за браком доказів звільнений після допиту. Кандидат у члени ОУН із травня 1934 р., член ОУН із вересня 1934 р. Бойовий референт станиці, а відтак станичний с. Піддубці. Навесні 1937 р. призваний на військову службу до Польської армії: служив у 24-му піхотному полку (м. Хотов Краківського воєводства), а відтак у вартівничій сотні на польсько-німецькому кордоні. У червні 1938 р. симулював хворобу та був направлений до психіатричної лікарні, звідки у квітні 1939 р. у безнадійному стані був звільнений додому. Поправивши здоров'я, зайнявся організаційною роботою, а з початком польсько-німецької війни — збором зброї та амуніції. Керівник Піддубцівської повітової екзекутиви ОУН (осінь 1939 — 10.1940), адміністративно-фінансовий референт Крайової екзекутиви ОУН ПЗУЗ (10.1940-02.1941), керівник Луцького надрайонного проводу ОУН (02.-06.1941).
Влітку 1941 року комендант української допоміжної поліції м. Луцька. 
Окружний провідник ОУН Луччини (1941 — поч. 1943), військовий референт Волинської області.
Навесні 1943 року був одним з організаторів референтури проводу ОУН(Б) на ПЗУЗ. 
У 1943 році, організатор і перший командир Воєнної Округи УПА «Турів», відтак заступник команданта запілля цієї округи.
Один з організаторів створення «Колківської республіки» у Волинській  області. Після її розгрому німцями у листопаді 1943 року перейшов у охорону ГК УПА Дмитра Клячківського.
У 1944—1946 роках командир групи УПА «Турів», керівник організаційно-мобілізаційного відділу КВШ «УПА-Північ», організаційний референт, референт зв'язку проводу ОУН(Б) на ПЗУЗ.
Був одружений з підпільницею Драницькою Зіною-«Олею», мав доньку Орисю. 
Застрелився у криївці в с. Борохів Ківерцівського району Волинської області, оточеній працівниками МДБ.

## Нагороди
- Згідно з Постановою УГВР від 8.10.1945 р. і Наказом Головного військового штабу УПА ч. 4/45 від 11.10.1945 р. керівник зв'язку крайового проводу ОУН на ПЗУЗ Микола Ковтонюк (Якимчук) — «Данило» нагороджений Срібним хрестом заслуги УПА.

## Вшанування пам'яті
- 1.12.2017 р. від імені Координаційної ради з вшанування пам'яті нагороджених Лицарів ОУН і УПА у м. Луцьку Срібний хрест заслуги УПА  (№ 030) переданий Оксані Прус, внучці Миколи Ковтонюка (Якимчука) — «Данила».